# درژاوینکا
درژاوینکا (به لاتین: Derzhavinka) یک منطقهٔ مسکونی در روسیه است که در استان آمور واقع شده‌است.